# Элекционный сейм

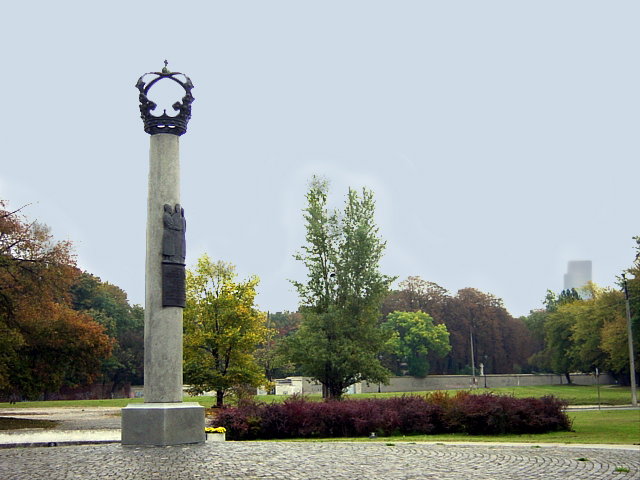
Обелиск на месте проведения элекционного сейма в наши дни

Элекционный сейм (Выборный сейм, пол. Sejm elekcyjny) — Сейм Речи Посполитой, созываемый для выборов короля. Сейм (собрание) был частью процедуры избрания польского монарха в эпоху выборной монархии с 1573 года по 1791 год.

## Этапы избрания монарха в Речи Посполитой в эпоху выборной монархии
1. Конвокационный сейм — на этом этапе назначалось место и дата выборов короля, обозначались условия, предъявляемые к кандидатам на престол.
2. Элекционный сейм — на этом этапе проводились выборы нового монарха, путём его прямого избрания всей шляхтой, явившейся на элекционный сейм.
3. Коронационный сейм — на этом этапе новый король подтверждал условия, на которых произошло его избрание (см. Pacta conventa и Генриковы артикулы).[2]

## Особенности проведения элекционного сейма

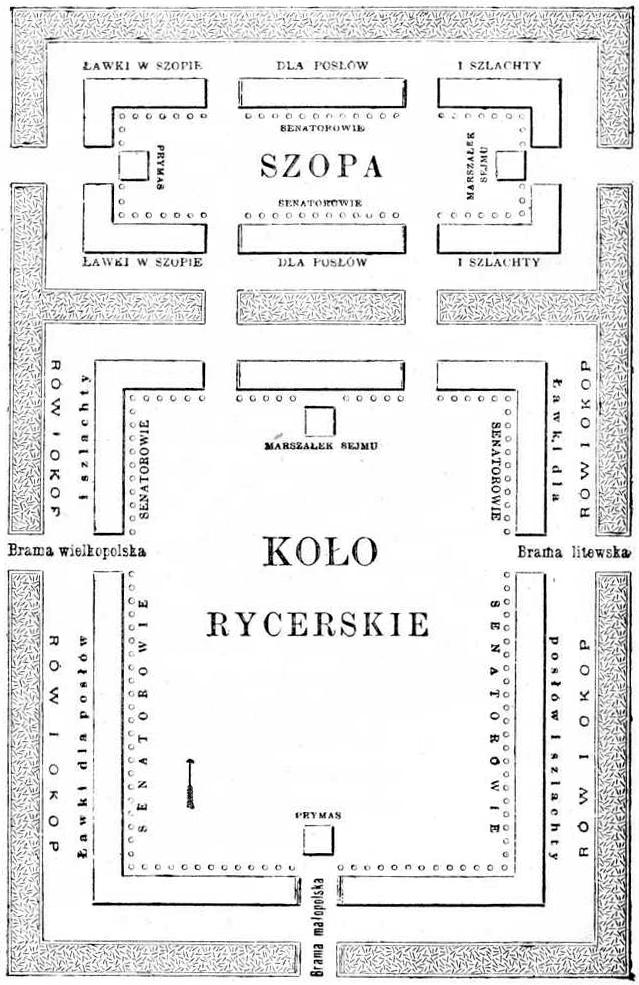
Схема поля, на котором проводился элекционный сейм

Элекционный сейм собирался на поле между Варшавой и Волей. Место, где собирался Элекционный сейм, окружалось рвом и валом, здесь могли находиться только земские послы и сенаторы, причем для последних строилась отдельная палатка (шопа). Остальная шляхта размещалась вокруг (см. схему справа).
Для проведения элекционного сейма выбирался маршалок, который присягал в том, что не подпишет избирательного диплома, если элекция не будет совершена с согласия каждого. Избрание короля было поголовное (позднелат. viritim), в нём допускалось участие послов от городов — Варшавы, Кракова, Познани. В элекционном сейме участвовали не только земские послы (представители шляхты в обычных сеймах), но и вся шляхта поголовно, сколько бы её ни явилось. Однако права шляхты ограничивались только подачей голоса за того или другого кандидата; все остальное было предоставлено послам, составлявшим «договорные статьи» с королём (см. pacta conventa). На элекционном сейме рекомендовали своих кандидатов и послы иноземных государей. Избрание не было подчинено никакому общему порядку, дабы «элекция» короля могла быть вполне «вольной». Выборы короля должны были быть единогласными.
В случае благополучных выборов, сенаторы и послы сразу же назначали время погребения усопшего короля, коронации нового и коронационного сейма. В случае разногласия назначались общие съезды для обсуждения вопроса и для окончательного утверждения элекции.

## Короли, выбранные с помощью элекционного сейма
В период Речи Посполитой, были проведены 10 выборов, в результате чего были выбраны 11 королей.
| Конвокационный сейм | Элекционный сейм | Коронационный сейм | Основные кандидаты | Избранный монарх национальность, время правления    | Изображение | Заметки                                                                                     |
| ------------------- | ---------------- | ------------------ | --- | --------------------------------------------------- | ----------- | ------------------------------------------------------------------------------------------- |
| Январь 1573         | Апрель 1573      | Февраль 1574       | - Эрнст Австрийский, эрцгерцог Австрии - Юхан III, король Шведский - Иван Грозный, царь Российский - Фёдор I Иоаннович, сын Ивана Грозного - Генрих III Валуа, герцог Орлеанский - Альфонсо II д’Эсте, герцог Феррары, Модены и Реджио - Ежи Язловецкий, воевода Подольский - Ян Костка, королевский секретарь | Ге́нрих III Валуа́ (Франция, 1573—1574)               |             | отрёкся от престола, чтобы надеть корону короля Франции                                     |
| Август 1574         | Ноябрь 1575      | Март 1576          | - Максимилиан II, император Священной Римской империи - Эрнст Австрийский, эрцгерцог Австрии - Фердинанд II, эрцгерцог Австрии - Юхан III, король Шведский - Иван Грозный, царь Российский - Фёдор I Иоаннович, сын Ивана Грозного - Стефан Баторий, князь Трансильвании - Альфонсо II д’Эсте, герцог Феррары, Модены и Реджио - Ян Костка, королевский секретарь - Анджей Тенчинский, воевода Краковский | Стефан Баторий (Венгрия, 1576—1586)                 |             |                                                                                             |
| Февраль 1587        | Июнь 1587        | Декабрь 1588       | - Максимилиан III Австрийский, эрцгерцог Австрии - Сигизмунд III, принц Шведский - Фёдор I Иоаннович, царь Российский - Фердинанд II, эрцгерцог Австрии - Матиас, эрцгерцог Австрии - Эрнст Австрийский, эрцгерцог Австрии - Ян Костка, королевский секретарь | Сигизмунд III (Швеция, 1587—1632)                   |             |                                                                                             |
| Июнь 1632           | Сентябрь 1632    | Февраль 1633       | - Владислав IV, королевич польский - Густав II Адольф, король Шведский | Владислав IV (1632—1648)                            |             | Сын Сигизмунда III.                                                                         |
| Июль 1648           | Октябрь 1648     | Январь 1649        | - Ян II Казимир Ваза, королевич польский - Кароль Фердинанд Ваза, королевич польский | Ян II Казимир Ваза (1648—1668)                      |             | Сын Сигизмунда III и брат Владислава IV. Отрёкся от престола.                               |
| Ноябрь 1668         | Май 1669         | Октябрь 1669       | - Людовик II де Бурбон-Конде, герцог де Лонгвиль - Генрих III Бурбон Конде, сын Людовика II - Филипп Вильгельм, курфюрст Пфальца - Карл V Леопольд, герцог Лотарингии - Алексей I Михайлович, царь Российский - Алексей Алексеевич, царевич Российский - Фёдор III Алексеевич, царевич Российский - Кристина Шведская, королева Швеции - Фридрих Вильгельм I Бранденбургский, принц Пруссии и курфюрст Бранденбурга - Адиль Герай, хан Крымский - Яков II Стюарт, герцог Йоркский - Михаил Корибут Вишневецкий, магнат Польский - Дмитрий Ежи Вишневецкий, воевода белзский - Александр Януш Заславский-Острожский, магнат Польский | Михаил Корибут Вишневецкий (Польша, 1669—1673)      |             |                                                                                             |
| Январь 1674         | Апрель 1674      | Февраль 1676       | - Людовик II де Бурбон-Конде, герцог де Лонгвиль - Фридрих Вильгельм I Бранденбургский, принц Пруссии и курфюрст Бранденбурга - Карл V Леопольд, герцог Лотарингии - Ян III Собеский, великий гетман коронный - Георг Датский, принц Датский - Максимилиан II Эмануэль, курфюрст Баварии | Ян III Собеский (Польша,1674-1696)                  |             |                                                                                             |
| Август 1696         | Май 1697         | Ноябрь 1697        | - Франсуа-Луи де Бурбон-Конти, принц Конти - Август II Сильный, курфюрст Саксонии - Людвиг Вильгельм Баден-Баденский, маркграф Баден-Бадена - Якуб Людвик Собеский, королевич Польский - Максимилиан II Эмануэль, курфюрст Баварии - Ливио Одескальки, князь | Август II Сильный (Саксонец, 1697—1706; 1709—1733)  |             | Временно заменён на Станислава Лещинского (Польша, 1704—1709)                               |
| Апрель 1733         | Август 1733      | Январь 1734        | - Август III Саксонец, курфюрст саксонский - Станислав Лещинский, бывший король | Станислав Лещинский (Польша, 1733—1736)             |             | Выборы оспаривались, что привело к гражданской войне, в которой победил Август III Саксонец |
| Май 1764            | Август 1764      | Декабрь 1764       | - Фридрих Кристиан, курфюрст саксонский - Адам Казимир Чарторыйский, магнат Польский - Михаил Казимир Огинский, воевода Виленский - Ян-Клеменс Браницкий, гетман великий коронный - Станислав II Август Понятовский | Станислав II Август Понятовский (Польша, 1764—1795) |             | Последний король Речи Посполитой. Отрекся от престола.                                      |